# Литовська електростанція
Lietuvos elektrinė (Летувос електріно; «Електростанція Литви»; VSE, Раніше Литовська ГРЕС імені В. І. Леніна) — литовська компанія, яка займає виробництвом, передачею та продажем електроенергії на території Литви. Була заснована 31 грудня 2001 року.

## Діяльність
У 2005 році виторг компанії склав 208 млн літів.